# Montiniaceae
Montiniaceae es una familia de plantas fanerógamas perteneciente al orden Solanales, la cual incluye dos o tres géneros de arbustos o pequeños árboles, nativos del sudoeste y este de África tropical, así como en Madagascar. Los géneros  Grevea y Montinia están incluidos en la mayoría de los sistemas de clasificación. El género Kaliphora se incluye en  Montiniaceae en muchas de las nuevas clasificaciones. El sistema Takhtajan, incluye Kaliphora en su propia familia, Kaliphoraceae.

## Géneros
- Grevea
- Kaliphora
- Montinia